# إدي نوفاك
إدي نوفاك (بالإنجليزية: Eddie Novak)‏ هو لاعب كرة قدم أمريكية أمريكي، ولد في 3 أغسطس 1897، وتوفي في 1 يوليو 1984.